# زانکت گورگن ام رایت
زانکت گورگن ام رایت (به آلمانی: Sankt Georgen am Reith) یک منطقهٔ مسکونی در اتریش است که در بخش امستیتن واقع شده‌است. زانکت گورگن ام رایت ۵۷۵ نفر جمعیت دارد.